# 清鑑 (同人誌)
『清鑑』（せいかん）とは、清鑑同人が発行している文芸・人文系の同人誌の名称である。1976年5月創刊。俳句、短歌、自由詩などの詩作品、随筆やアフォリズムなどの散文作品、文芸批評や哲学論文などを掲載している。

## 歴史
- 1976年（昭和51年）5月 - 関西学院大学の学生三名により創刊。
- 1977年（昭和52年）9月 - 第二号刊行をもって休刊。
- 2011年（平成23年）9月 - 第三号刊行をもって再刊。

### 名前の由来
『清鑑』第3号の編集後記によれば、『清鑑』という誌名は、同人執筆者が読者へ清鑑を乞うという事と同時に、清く澄んだ精神を持って世界を鑑み見るという事を意味している。

## 現況
2011年の再刊以来、春季・秋季、年2回のPDF形式の配布形式となっている。